# کالین مک کالو
کالین مک کالو (به انگلیسی: Colleen McCullough) نویسندهٰ زن استرالیایی در ۱ ژوئن ۱۹۳۷ در شهر ولینگتون در کشور استرالیا به دنیا آمد. پدرش اهل ایرلند بود و در سال ۱۹۲۰ به زلاند نو مهاجرت کرده بود و مادرش نیز اهل زلاند نو بود.
بخش‌هایی از داستان پرنده‌های خارزار (The Thorn Birds) که یکی از پرفروش‌ترین کتاب‌های اوست برگرفته از تاریخ خانوادگی خودش می‌باشد.
کتاب پرنده‌های خارزار یکی از پرفروش‌ترین و پر خواننده‌ترین کتاب‌های اوست به‌طوری که در ۴ سال اول ۹ میلیون نسخه از آن تنها در ایالات متحده فروخته شد.
همچنین یک مجموعه تلویزیونی برگرفته از این رمان در سال ۱۹۸۳ ساخته شد که باعث شد خوانندگان بیشتری جذب رمان او شوند. ریچارد چمبرلیان و راشل وارد ستارگان این مجموعه بودند.